# Sitapur (Indie)
Sitapur – miasto w północnych Indiach w stanie Uttar Pradesh, na Nizinie Hindustańskiej.
Populacja miasta w 2001 roku wynosiła 151 827 mieszkańców.